# 広島新幹線運転所

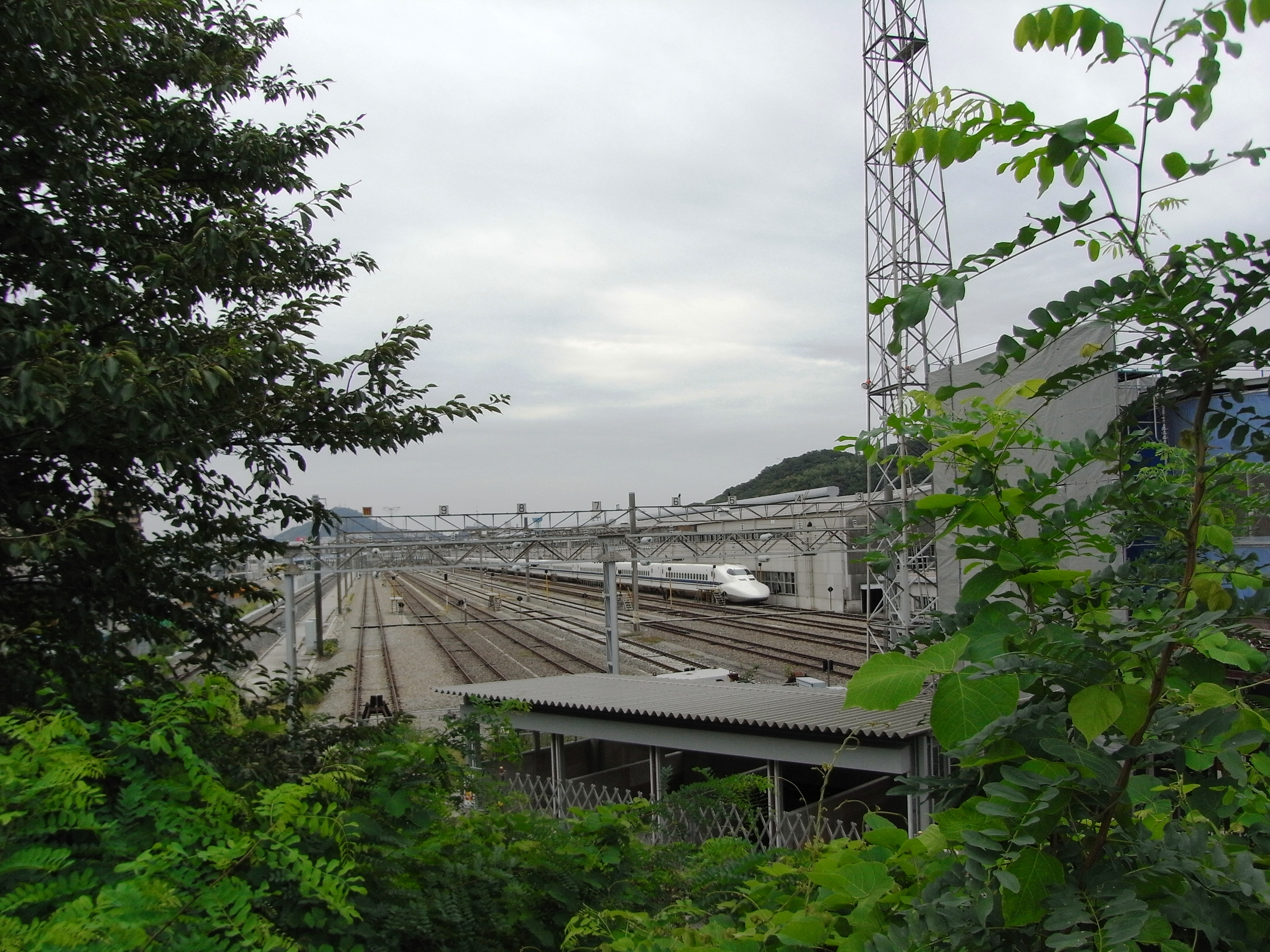
全景

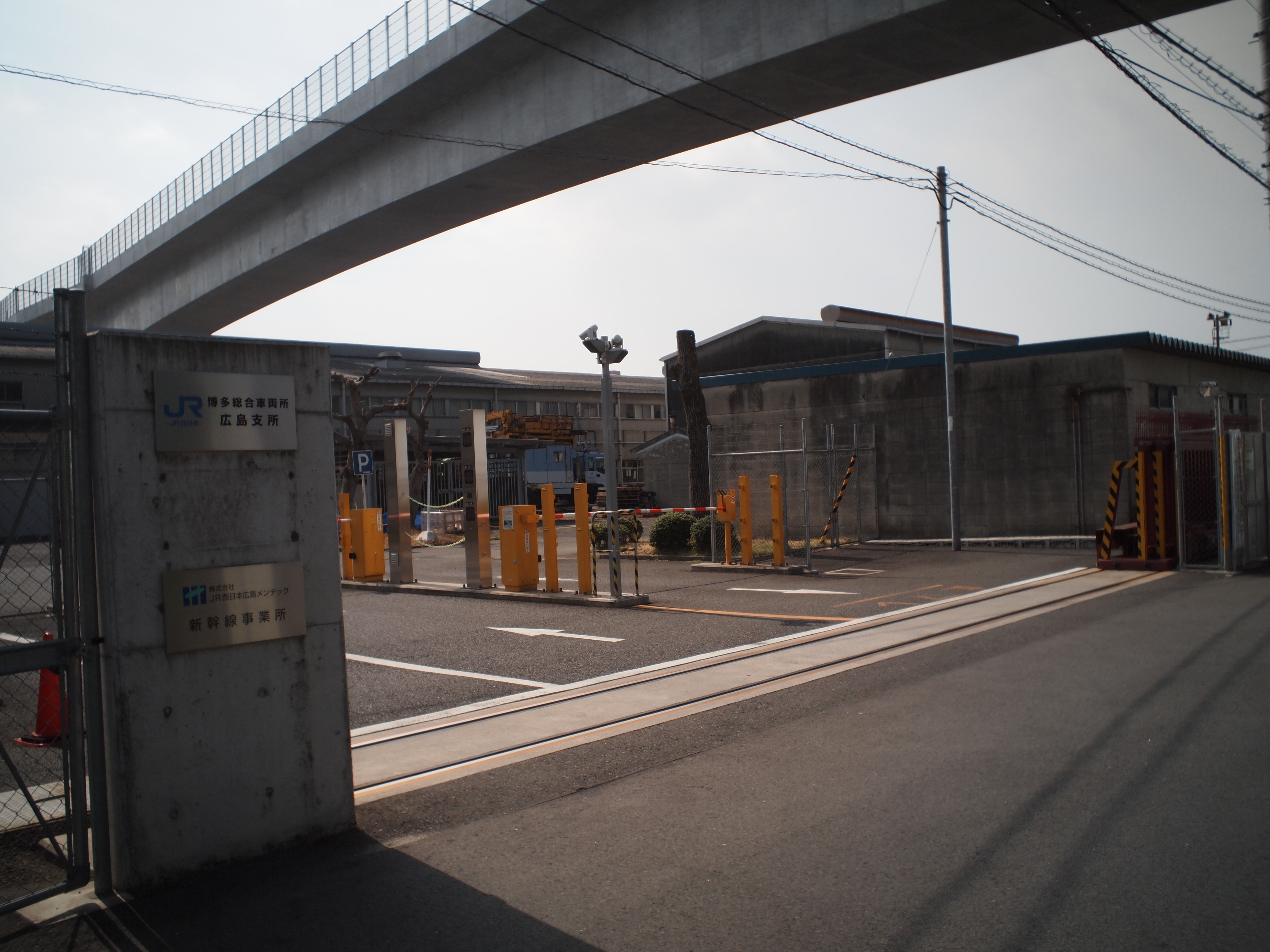
正門

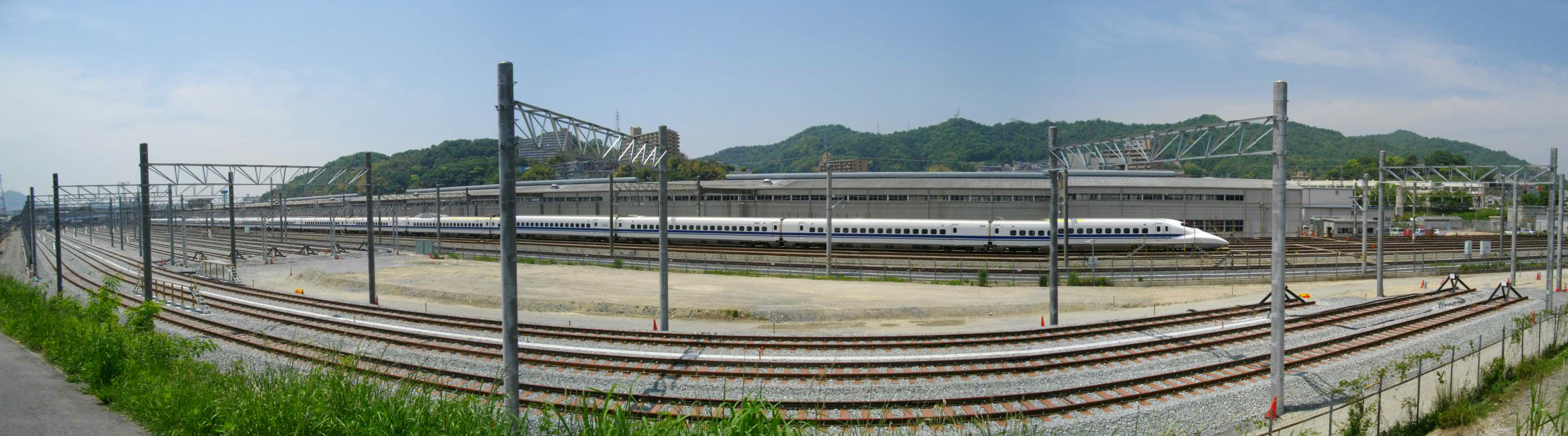
全景

広島新幹線運転所（ひろしましんかんせんうんてんしょ）は、広島県広島市東区にある西日本旅客鉄道（JR西日本）の運転士所属区所である。

## 概要
新幹線の運転士が所属する組織で、山陽新幹線統括本部の管轄である。
1975年（昭和50年）の山陽新幹線岡山 - 博多間の開業にあわせて開所した。本所に検修部門があり、運転関係は乗務員派出所に所属していたが、検修部門は2006年（平成18年）に博多総合車両所広島支所になり、乗務員（運転士）が所属する乗務員区所となった。

## 乗務範囲
- 山陽新幹線：新大阪 - 博多間
- 博多南線：博多 - 博多南間

## 歴史
- 1974年（昭和49年）8月1日 - 新幹線総局広島新幹線運転所が発足[1]。
- 1987年（昭和62年）4月1日 - 国鉄分割民営化に伴い、西日本旅客鉄道（JR西日本）新幹線運行本部の管轄となる。
- 1988年（昭和63年）4月1日 - 組織改正に伴い新幹線運行本部から広島支社の管轄となる。
- 2006年（平成18年）6月23日 - 組織改正に伴い、検修部門は広島支社から福岡支社に移管されて博多総合車両所広島支所になる。また、乗務員派出所は廃止されて広島新幹線運転所は乗務員区所になる[2]。
- 2007年（平成19年）7月1日 - 組織改正に伴い、広島支社から新幹線管理本部の管轄となる[2]。
- 2018年（平成30年）6月1日 - 新幹線管理本部が改組され、本社鉄道本部直属の新幹線鉄道事業本部が発足し、同本部の管轄となる[3]。
- 2022年（令和4年）10月1日 - 新幹線鉄道事業本部が改組され、地方機関の山陽新幹線統括本部が発足し、同本部の管轄となる。